# Segestria florentina
Segestria florentina là một loài nhện trong họ Segestriidae.

## Hình ảnh

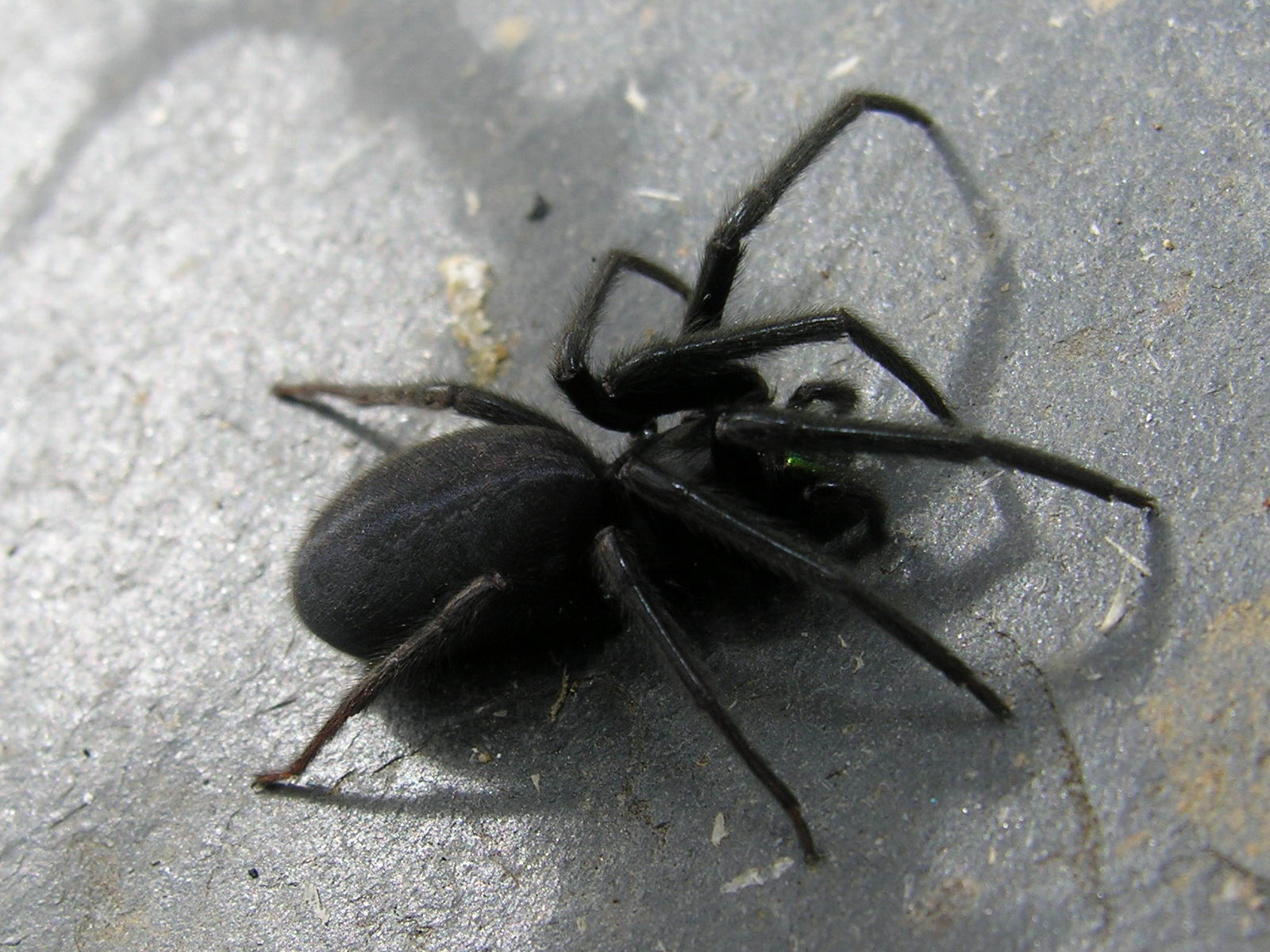
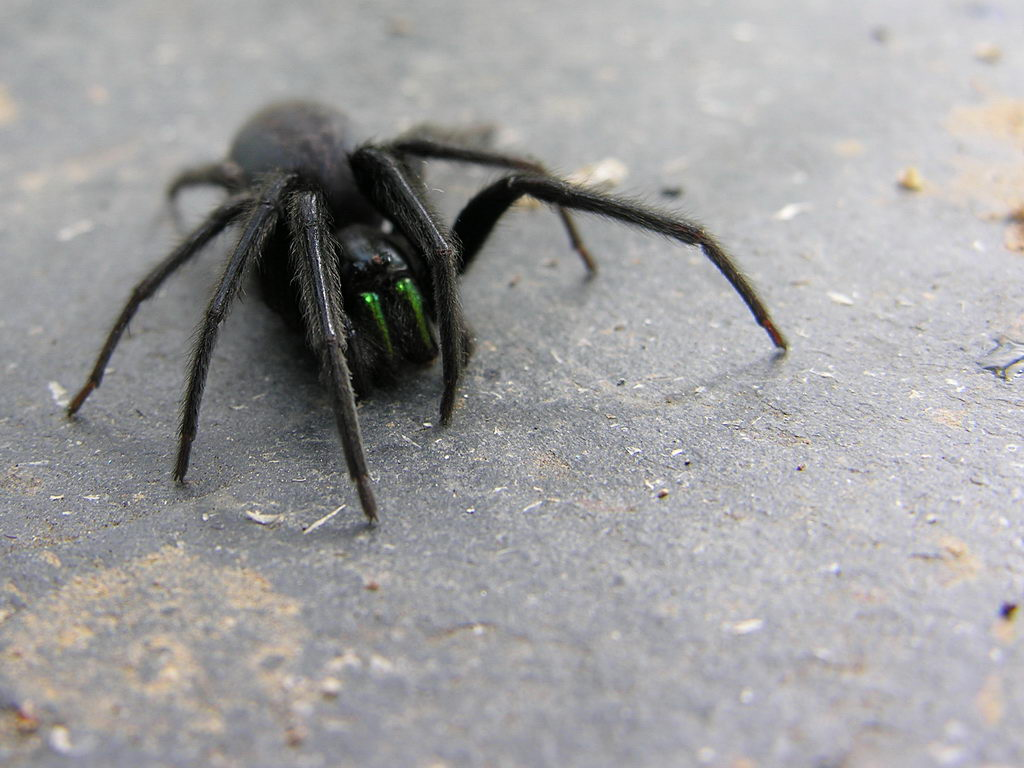
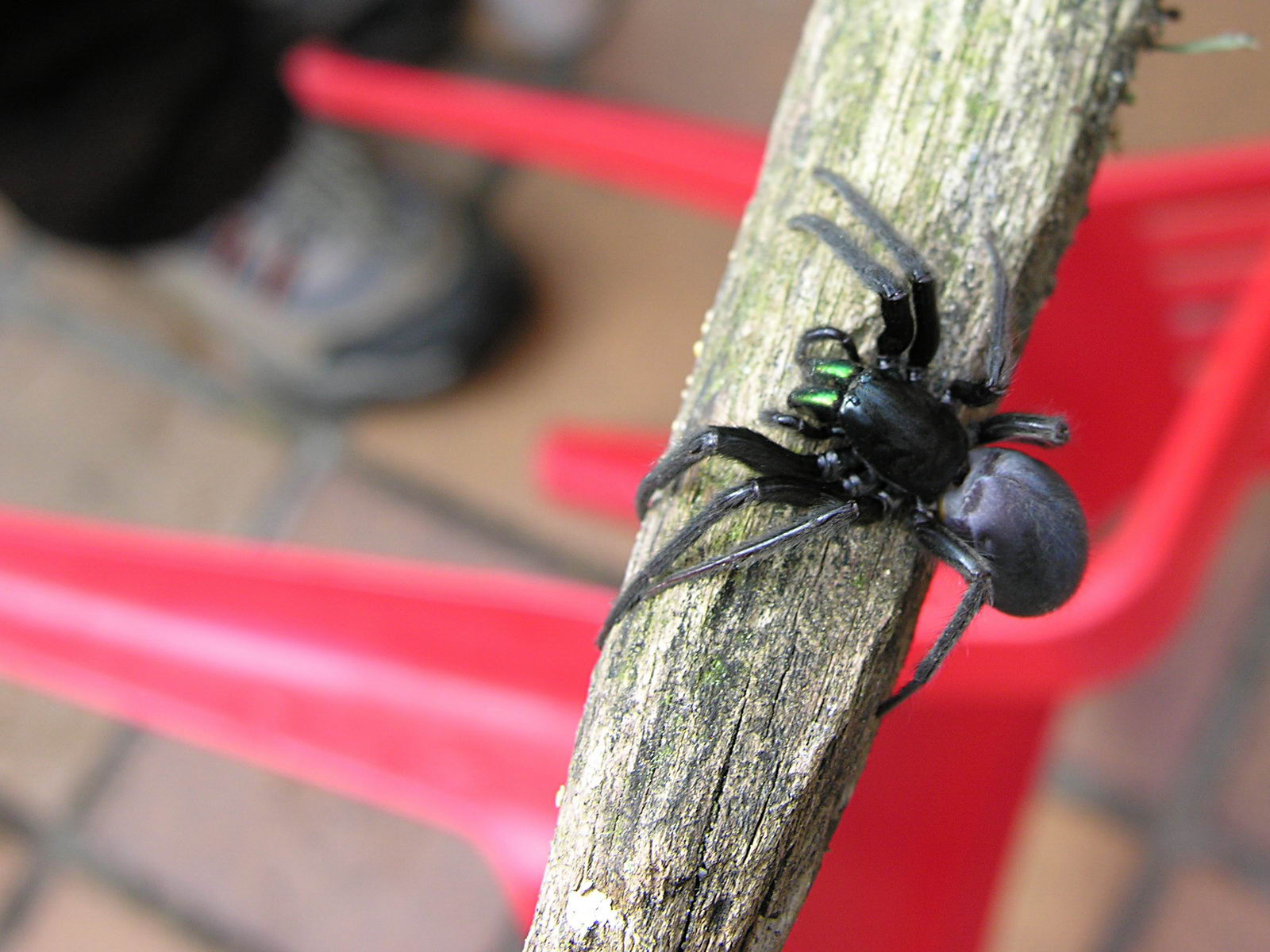
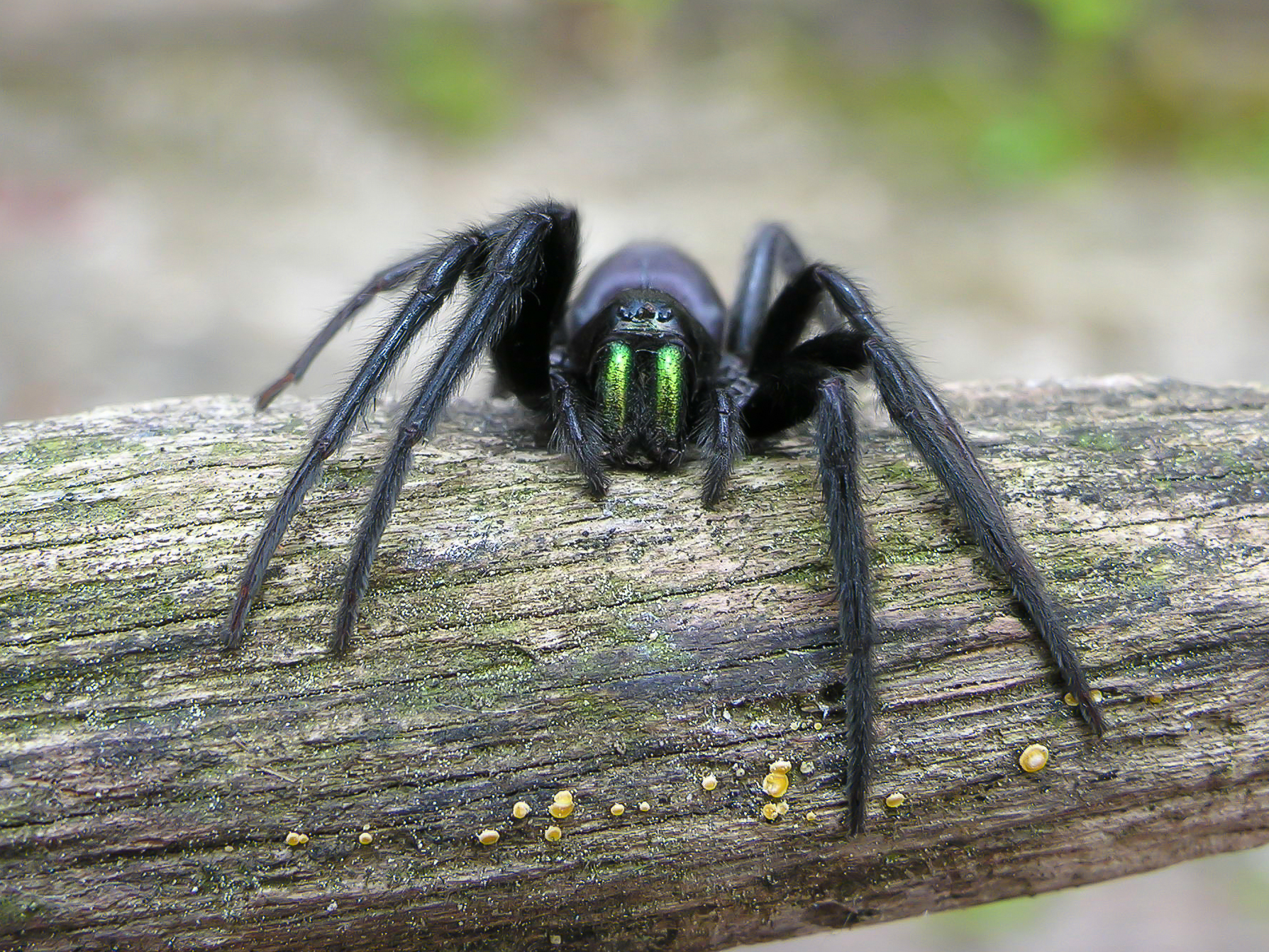

## Mô tả
Con cái đạt đến một chiều dài cơ thể của 22 mm, con đực lên đến 15 mm. Loài này có màu đậm hơn so với những loài khác của cùng chi. Trong khi con gần trưởng thành cs opisthosoma hơi xám với vết tương tự vết màu của Segestria senoculata, con trưởng thành có màu đen đồng nhất, đôi khi với một bóng kim loại màu xanh lá cây, đặc biệt là trên những chiếc răng nanh, ánh màu xanh lá cây nổi bật. Con cái và con đực có bề ngoài tương tự. Con trưởng thành xuất hiện từ tháng 6 đến tháng 11.